# O9 Solutions
o9 Solutions（オーナインソリューションズ）はAI、ML等を駆使して企業オペレーションの意思決定を支援し、サプライチェーン・マネジメントとDXの課題をデジタルツイン技術を活用して解決するためのソリューションを提供するプロバイダーで、アメリカテキサス州ダラスに本拠を置く。
日本法人であるo9 Solutions Japan株式会社（オーナインソリューションズ・ジャパン）は2018年4月に設立され、現在は港区の品川シーズンテラスを拠点としている。

## 沿革
米国o9 Solutionsは、1990年台から2000年台初頭にかけてSCM（サプライチェーンマネジメント）という概念を広く普及させた i2テクノロジーズの創業者であったサンジブ・シドゥと、同社にて要職にあったチャクリ・ゴッテムカラの2名が、2009年にテキサス州ダラスで設立した企業である。
設立当初は、意思決定やサプライチェーンマネジメントに関するコンサルティングを生業としていたが、コンサルティングにより得られた知見とAI、MLといった最新テクノロジーを融合したソリューションを2014年に発表。主に米国、インドの企業に対してソリューションの提供を開始する。
2016年には欧州、2019年にはアジア地域（日本、韓国、中国）にも進出し、事業を拡大している。
社員の多くが、以前i2テクノロジーズに在籍、あるいはユーザーだった経歴を持つ。

## 企業理念
創業者のサンジブ・シドゥとチャクリ・ゴッテムカラは、90年代後半にi2テクノロジーズを通じて、制約理論をベースとした需要計画と生産計画ソリューションによってサプライチェーン管理の新たなコンセプトを生み出した。しかし、それから20年以上が経過し、サプライチェーンを取り巻く環境にも新たなテクノロジーが続々と登場した。そこで、従来のアーキテクチャを一新する必要があると考えたシドゥとゴッテムカラは、革新的DBの開発と最新のAIテクノロジーの採用によって従来型サプライチェーン管理ソリューションの欠点を克服し、理想的なコンセプトを次のステージへと押し上げることで、全く新たなサプライチェーン管理プラットフォームを構築することに挑んだ。これが、o9 Solutions設立の目的である。
次世代アーキテクチャの開発にはおよそ5年の歳月をかけ、従来の半分の時間で2倍の価値を提供することを理念とし、最新のAI技術やその他のテクノロジーを活用して全く新たなサプライチェーン管理プラットフォームを構築した。
トップエキスパートを集約することにも腐心し、元i2テクノロジーズの社員だった者をはじめ、SCMで20年以上の経験を持つエンジニアが多数在籍している。

## 主要製品・ソリューション
o9 Solutionsの 「o9（オーナイン） AIプラットフォーム」 は、先進企業が目指しているDX実現を支援する、サプライチェーン管理ソリューションのSaaS型統合パッケージ。
サプライチェーンに特化した独自開発のグラフ・キューブDBが膨大なビッグデータの格納庫となり、従来の計画系システムを大きく凌ぐパフォーマンスを実現する。
また、企業内やサプライヤーに分散する様々な「ナレッジグラフ」をベースに、インテリジェントなアルゴリズムと機械学習分析を駆使して、需給のマッチングからシナリオ計画に至るまで、サプライチェーンプランニングに必要な全ての機能がコンパクトにパッケージングされている。
さらに、最新のインメモリ技術、制約条件下並列処理技術による超高速自動計画立案エンジン、企業内外のサプライチェーン全体を見える化するサプライチェーンビューワなど、様々な新技術が搭載されている。
こうした機能性の高さが評価され、2019年5月に発表されたガートナー社のマジック・クアドラントではS&OPのビジョナリー・リーダー企業に位置づけられた。